# Mevce
Mevce so naselje v Občini Ivančna Gorica.